# René Jarry-Desloges
Pour les articles homonymes, voir Jarry-Desloges.
René Jarry-Desloges, né le 19 février 1868 à Sedan (Ardennes) et mort le 1er juin 1951, à Cannes (Alpes-Maritimes), était un astronome et scientifique français. Il possédait son propre observatoire et en installa plusieurs, tant autour de la Méditerranée que dans les Alpes (Chambéry) et le Massif central.

## Biographie
Par sa mère, René Jarry-Desloges descend de Louis Samuel Béchet de Léocour, général d'Empire, et de Jean François Félix Dorival, administrateur civil.
Il adhère à la Société astronomique de France dans ses premières années, en 1889. Issu d'une famille aisée, il se fait mécène des sciences. Il entreprend de chercher le meilleur climat pour les observations astronomique et fonde plusieurs observatoires astronomiques. Il installe en 1907 une station temporaire au Mont Revrard, en Savoie, à 1550 mètres d'altitude. Il finance également la construction de stations de plus ou moins longues durées au Massegros en Lozère (1909-1912), à Toury en Eure-et-Loir (1909), à Sétif (à partir de 1922) et à Laghouat (1913-1914) en Algérie, et, enfin à Chelles en Seine-et-Marne (à partir de 1929). L'observatoire de Sétif, à 1150 mètres d'altitude dans un climat semi-désertique devient permanent. 
Astrophysicien réputé, René Jarry-Desloges observe surtout les planètes du système solaire, en compagnie de collaborateurs comme Georges Fournier. À la suite de Giovanni Schiaparelli, il croit observer la période de rotation de Mercure, découverte célébrée à l'époque, mais aujourd'hui démentie. 
Il est fondateur de l'Association française d'astronomie et de l'Observatoire du Parc Montsouris (à Paris) aujourd'hui disparu. Il préside la Commission de l'étude physique des planètes au Comité national d'astronomie.
Grand voyageur et botaniste, il crée un espace botanique à Menton, la Villa Africa. Ce fut un site d’acclimatation important sur la Riviera, notamment en fruitiers tropicaux, dont l’activité s’étendit tout au long de la première moitié du XXe siècle. S'agissant de la botanique, ses contributions savantes à la Revue horticole courent de 1903 à 1949. Le domaine, situé entre le boulevard et la gare SNCF de Garavan, est aujourd'hui loti.

## Hommage
Il reçoit la médaille d'or Janssen de l'Académie des sciences en 1914 et le prix Janssen de la Société astronomique de France en 1921. Un cratère important sur Mars porte son nom. 